# Мицкий, Иван Григорьевич
Иван Григорьевич Мицкий (Мицкой) (1759—?) — генерал-майор русской императорской армии.

## Биография
Родился в 1759 году в семье поручика Смоленской шляхты Григория Тихоновича Мицкого.
Был назначен 5 июля 1798 года в чине подполковника командиром мушкетёрского генерал-майора Арбенева полка; 10 февраля 1799 года произведён в полковники, 10 августа 1800 года — в генерал-майоры, с назначением шефом Ростовского мушкетерского (позднее гренадерского Графа Аракчеева) полка. При этом, с 5 февраля по 21 апреля 1806 года он был командиром бригады 5-й дивизии, со 2 июня 1807 года по 29 сентября 1809 года — командир бригады 2-й дивизии; затем, одновременно, командующий (до 24 февраля 1810) и командир бригады (до 17 января 1811 года) 14-й дивизии. За выслугу лет 26 ноября 1807 года получил орден Св. Георгия IV класса. В 1811 году, с 17 января по 23 июня, командовал 3-й бригадой 1-й дивизии.
В 1812—1813 годах он был окружным начальником внутренней стражи. В начале Отечественной войны 1812 года ему было поручено формирование в Туле и Калуге 13-го и 14-го пехотных полков.
Был женат на Анне Николаевне Потёмкиной (1786—?).